# Obračalnik potiska
Obračalnik potiska (ang. Thrust Reversal) je naprava na reaktivnem motorju namenjena hitremu ustavljanju letala. Nepogrešljiv je na kratkih, mokrih in ledenih stezah, ko je koeficient trenja zelo majhen in kolesa nimajo oprijema. Obračalnik potiska sicer poveča težo letalu in zahteva več vzdrževanja, vendar je bolj učinkovita rešitev, kot pa če bi dodali težje kolesne zavore. 
Poznamo več vrst obračalnika potiska: Školjkasti, vedrasti in obračalnik z loputo. Obračalnik z loputo je nameščen ob strani (ali na vrhu) motorja, ostala dva pa sta vgrajena na konec potisne šobe. Na motorjih z velikim obtočnim tokom  se največ uporablja obračalnik z loputo, ki obrača samo hladni (obtočni) zrak. Vroči plini sicer pri nekaterih motorjih še vedno ustvarjajo zanemarljiv potisk naprej tudi med delovanjem obračalnika. Lahko pa se namesti tudi istočasno obračalnik za vroči zrak. Pri školjkastem in vedrastem obračalniku se obrača celotni tok izpušnih plinov in je zato tehnično zahtevnejši. Postavljen mora biti v vroči del izpuha, kjer so obremenitve dosti večje. V prihodnosti bi lahko ventilator (fan) z vrtljivim naklonom  lopatic nadomestil klasični obračalnik potiska.
Obračalnik potiska uporabljajo vsa reaktivna potniška letala. Posebnost je A380, ki ima obračalnik samo na notranjih dveh motorjih, zunanja dva se na bolj ožjih stezah nahajata nad travo in bi lahko prišlo do vnosa smeti v motor. A380 ima sicer zelo močne zavore in bi se lahko ustavil tudi brez obračalnika, vendar so prednosti in tudi varnost z njegovo uporabo dosti večja.
V preteklosti so se dogajale nesreče, ko se je med letom aktiviral in so letala v nekaterih primerih tudi strmoglavila. Moderna letala imajo zato sistem, ki dovoljuje uporabo samo, ko imajo kolesa stik z zemljo. Uporaba obračalnika je zelo uporabna, če letalo na vzletu po zaledeneli mora prekiniti vzlet in se ustaviti na preostali stezi.
Turbopropelerska letala sicer nimajo vgrajenega obračalnika potiska kot reaktivna letala, imajo pa možnost spremembe naklona lopatic propoepelerja, kar zelo poveča upor in ustvari tudi majhen potisk v nasprotno smer. Ko so na tleh  se lahko s tem sistemom počasi premikajo nazaj. Nekatera letala, kot Pilatus PC-6, lahko spremenijo naklon propelerja tudi v letu in s tem dosežejo velike hitrosti spuščanja "pikiranja", primerljivo s padalci v prostem padu.
Vojaško transprtno letalo C-17 lahko uporablja obračalnik potiska tudi v letu, z njimi lahko doseže hitrost spuščanja 15000 čevljev/minuto (76 m/s), kar je uporabno pri letih v nevarna območja. Obračalnik potiska na C-17 se lahko uporablja tudi za vzvratno vožnjo na tleh, tako ni potreben vlačilec.